# Onychogomphus assimilis
Onychogomphus assimilis – gatunek ważki z rodziny gadziogłówkowatych (Gomphidae).